# Don't Download This Song
「Don't Download This Song」（ドント・ダウンロード・ディス・ソング）は、アメリカのパロディ音楽家ウィアード・アル・ヤンコビックが発表した楽曲。2006年9月に発売されたアルバム『Straight Outta Lynwood』収録曲で、最後の第12曲に配置された。同アルバムの日本盤は発売されていない。
曲名は「この歌をダウンロードしないで下さい」の意味で、インターネットからの無料音楽配信をパロディ化したものである。作詞・作曲ともヤンコビックのオリジナル作品で、バラッド風の雰囲気を備えたト長調の楽曲に仕上がっている。

## 内容
曲は「たまには君も、国際著作権法を破りたくなる衝動を感じるのでは」と歌い出される。それはファイル共有ソフトを用いたMP3ファイルのダウンロードで、作中ではMorpheus・Grokster・LimeWire・KaZaAの4つのソフト名を名指しにしている。続いて「心の奥深くでは罪悪感で気が狂い、恥辱が一生消えない傷を残すね」と歌われ、CD販売店から“歌を盗む”無料ダウンロードを「酒屋からの泥棒やクラック販売、自動車で学童をひき殺す」行為と同列に置いている。サビの趣旨は「だからこの歌をダウンロードしないで、CDを買いに行くべきだ」となっている。
2番の歌詞には、RIAA（アメリカレコード協会）が実際に起こした違法な無料ダウンロードによる著作権侵害の法廷闘争の事例が登場する。最初に登場する“grandma”（おばあちゃん）とは、2005年2月にRIAAから訴えられた83歳の故人女性を指すと考えられる。出典の記事には「RIAAが死者を訴える」の見出しがついている。彼女は700曲以上の楽曲をインターネットから無料ダウンロードした果て、（おそらく訴えられる前年の2004年）12月に死去した。続いて登場する“7-year-old girl”（7歳の少女）とは、2004年にオレゴン州で起きた「アトランティック・レコード対アンダーセン」訴訟を指すと考えられる。少なくとも5つのレコード会社の楽曲を無料ダウンロードしたのは、被告女性の7歳の娘（事件発覚当時の年齢）だったとされる。（出典サイトをたどると、本事件は現在も係争中だという。）2つの事例を通して、ひとたび違法ダウンロードがRIAAに発覚すれば“誰であろうと、邪悪な犯罪者扱い”を受けると述べ、音楽の海賊版ファイル根絶を訴えている。
「ダウンロードしないで買ってくれ」「ミュージシャンに金を与えてくれ」というメッセージは「2台目の高級車をどうやって買ったらいい？」「ダイヤモンドで飾ったプールは自然に生えてこない」とも結ばれており、CDの購入がミュージシャンの創作活動や生活を支えるのでは無く行き過ぎた金儲けや道楽のためにあると皮肉られている。
パロディの歌詞はさらに続き、「ラーズ・ウルリッヒ（メタリカのドラマー）でも悪いと知っている」と名指しされる。これは2000年にこのハードロック・ヘヴィメタルバンドが起こした「ナップスター論争」を指している。アーティストのヤンコビック本人も、自身の公式サイト内にある“Ask Al”のコーナーに寄せられた質問で「この件には複雑な思いがある」と認めた。最後に名指しにされるのはトミー・チョン（コメディコンビ・チーチ&チョンの1人）で、2003年に違法喫煙器具販売罪で9か月の服役を命じられた人物である。

## ミュージック・ビデオ
この曲のミュージック・ビデオは、アニメーターのビル・プリンプトンが製作を監督した。ギターを弾く少年がパソコンからの違法ダウンロードに手を出して逮捕され、裁判と収監を経て処刑場へ連行される。そこから逃亡を試みるが、さらなる追跡の果てに公衆の面前で焼き殺される。最後にもう1度冒頭のシーンへ戻り、少年が違法コピーのCD-Rを処分してギターを弾く場面で締めくくられる。
ところが、2年後の2008年10月末にMTV運営の音楽ビデオサイト「MTV Music」がオープンした際、ヤンコビックはMTVから冒頭段落に登場する4つのファイル共有ソフト（Morpheus・Grokster・LimeWire・KaZaA）を「不適切な語句」として除去するように要請され、応じないならば「MTVは今後彼のミュージック・ビデオ全作品の放映を中止する」と言われたという。そのため、最近のバージョンではこの部分を4か所の電子音“bleep”に置き換える変更が行われた。